# Каменский, Генрик Михал

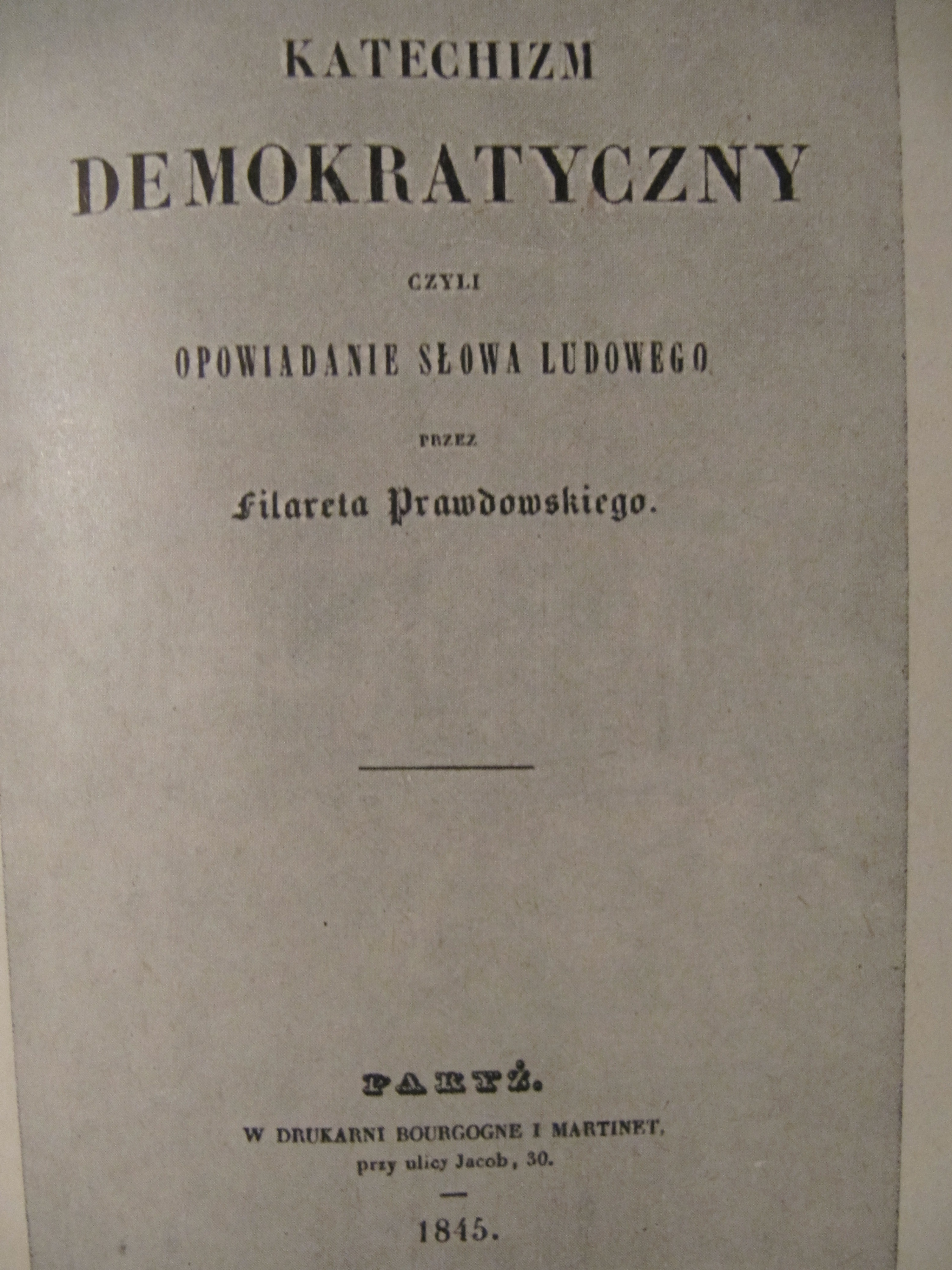
Титул книги Генрика Каменского «Katechizm demokratyczny czyli opowiadanie słowa ludowego»

Ге́нрик Ми́хал Каме́нский, псевдонимы — Филарет Правдовский, X.Y.Z. (пол. Henryk Michał Kamieński, Filaret Prawdowski, X.Y.Z., 24.02.1813, Варшава, Царство Польское — 9.01.1865, Алжир) — польский экономист, философ, писатель, лидер польского революционно-демократического движения середины XIX века, сподвижник и двоюродный брат Эдуарда Дембовского, участник польского восстания 1830 года, сын генерала польских повстанческих бригад Генрика Игнатия Каменского.

## Биография
Генрик Михал Каменский родился 24 февраля 1813 года в семье богатого землевладельца Генрика Игнатия Каменского.
Участвовал в польском восстании 1830 года. Был ранен и до 1840 года проживал под надзором царской полиции в имении Руда.
В 1840 году сблизился с конспиративной организацией в Варшаве. В это же время публиковал публицистические статьи в польской прессе.
В ноябре 1845 года был арестован по обвинению в заговоре и после следствия сослан в Вятскую губернию, куда он прибыл 27 сентября 1846 года.
В 1850 году вернулся в Польшу и вскоре выехал за границу, поселившись в Швейцарии, где издавал в 1860—1861 годах журнал «Prawda».
Генрик Михал Каменский умер 9 января 1865 года в Алжире.

## Творчество
В 1843—1845 годах издал в Брюсселе двухтомник «Filozofia ekonomii materialnej ludzkiego społeczeństwa, O prawdach żywotnych narodu polskiego» и в Париже «Katechizm demokratyczny czyli opowiadania słowa ludowego».
В 1857 году издал под псевдонимом X.Y.Z. сочинение «Rosja i Europa — Polskа», в котором высказывает мысль о польско-российском сближении.
Из Вятки писал письма своей сестре Лауре, которые под названием «Письма из ссылки» были изданы в Варшаве в 1968 году.
Каменский — автор повести «Пан Юзеф Бояльский» (1854).